# Les Cœurs brûlés
Les Cœurs brûlés (àrab: القلوب المحترقة, Al-qulūb al-muḥtariqa, ‘Els cors cremats’) és una pel·lícula marroquina dirigida per Ahmed El Maânouni i estrenada el 2007.

## Argument
Amin, que viu a França, torna al Marroc per tornar a veure el seu oncle moribund: l'home que el va criar des de la mort de la seva mare i a qui mai li ha perdonat la seva violència i crueltat.
Amin recorda la seva infeliç infància i la tràgica mort de la seva mare. Mentrestant, coneixerà a Hourya, una noia alegre i animada. Comença una història d'amor.

## Repartiment
- Hicham Bahloul: Amin
- Mohamed Derhem: Ba Jelloul
- Mohamed Marouazi: Aziz
- Al Arab Kaghat: l'oncle Az
- Amal Setta: Hourya
- Nadia Alami: Batoul
- Khouloud: Soumya
- Fatim-zahra Lahlou: Najat
- Rafiq Boubker: Bachir el rasta
- Mohamed Sekkat: el soldador
- Hassan Bouanane: Bouchta
- Mohamed Adil: Maalem Abbas
- Amina Rachid: mare de Batoul
- Fàtima Moustaid: mare d'Hourya
- Ahmed Taïeb El Alj: Professor Bentaleb
- Chama Halqa: venedora
- Abdelhak Berni: Abdou
- Noureddine Chaouni: inspector de policia
- Mohamed Lemrini: Ba Hmad
- Samira Lasfar: Zineb
- Amal El Ouazzani: cantant
- Jean Pierre Favre: turista nord-americà

## Recompenses
- Gran Premi del 9è Festival National du Film (2007)
- Premi de so del 9è Festival National du Film (empat)
- Premi de la Crítica del 9è Festival National du Film (fora de la competició oficial)
- Premi especial del jurat del Festival Internacional de Cinema Mediterrani de Tetuan
- Premi del Públic al Festival Internacional de Cinema Mediterrani de Tetuan
- Premi al millor director del 2n Festival Internacional de Cinema Àrab d'Oran
- Premi a la millor fotografia al Festival Internacional de Cinema de Dubai (2007)
- Premi de bronze del Festival Internacional de Cinema de Damasc

## Al voltant de la pel·lícula
- Les Cœurs brûlés es va rodar a la medina de Fes.
- Hicham Bahloul es va tallar la mà dues vegades, repetint la mateixa seqüència. Quatre punts al dit anular i tres a l'índex. «Els accidents són freqüents. Això em agrada ja que aquest accident demostra que entro correctament en el paper que interpreto», va dir Hicham Bahloula.[1]
- «La vaig rodar en cinc setmanes i amb molt pocs recursos, en les condicions d'una primera pel·lícula», va afirmar Ahmed El Maânouni.[2]

## Crítiques
| «                                                       | Les Cœurs brûlés és una pel·lícula molt personal, ja que està basada en una història autobiogràfica. La seva escriptura va ser dolorosa, em va costar molt de coratge per explicar la meva història amb el cor nu. L'escenari va néixer durant una visita a la tomba del meu oncle. Aquesta necessitat de qüestionar les ferides infantils constitueix el tema principal de la meva pel·lícula. | » |
| — Ahmed El Maânouni en una entrevista al diari Le Matin | |   |